# Mid-year Internationals 2006
Die Mid-year Internationals 2006 (auch als Summer Tests 2006 bezeichnet) waren eine vom 14. Mai bis zum 24. Juni 2006 stattfindende Serie von internationalen Rugby-Union-Spielen zwischen Mannschaften der ersten und zweiten Stärkeklasse.
Im Rahmen kurzer Touren traten europäische Mannschaften in mehreren Serien gegen Teams der Südhemisphäre an und trugen dabei je zwei Test Matches aus: England gegen Australien, Wales gegen Argentinien, Irland gegen Neuseeland und Schottland gegen Südafrika.

## Ergebnisse

### Woche 1
| 14. Mai 2006 13:00 JST | Japan                                                                         | 32 : 7         | Georgien                                          | Hanazono-Rugbystadion, Higashiōsaka Zuschauer: 5.089 Schiedsrichter: Brett Bowden (Australien) |
| 14. Mai 2006 13:00 JST | Versuche: Matsubara Ōhata (3) Takei Erhöhungen: Ando Ōnishi Straftritte: Ando | (15:7) Bericht | Versuche: Sujaschwili Erhöhungen: Dschimscheladse | Hanazono-Rugbystadion, Higashiōsaka Zuschauer: 5.089 Schiedsrichter: Brett Bowden (Australien) |

### Woche 2
| 3. Juni 2006 | Südafrika                       | 30 : 27         | World XV                                                           | Ellis Park Stadium, Johannesburg Schiedsrichter: Tappe Henning (Südafrika) |
| 3. Juni 2006 | Straftritte: Montgomery du Toit | (15:11) Bericht | Versuche: Marshall Nacewa Erhöhungen: Burke Straftritte: Burke (5) | Ellis Park Stadium, Johannesburg Schiedsrichter: Tappe Henning (Südafrika) |

### Woche 3
| 10. Juni 2006 15:00 SAST | Südafrika                                                                                        | 36 : 16        | Schottland                                                       | Kings Park Stadium, Durban Zuschauer: 32.066 Schiedsrichter: Donal Courtney (Irland) |
| 10. Juni 2006 15:00 SAST | Versuche: Snyman Paulse Montgomery Burger Erhöhungen: Montgomery (2) Straftritte: Montgomery (4) | (18:6) Bericht | Versuche: Webster Erhöhungen: Paterson Straftritte: Paterson (3) | Kings Park Stadium, Durban Zuschauer: 32.066 Schiedsrichter: Donal Courtney (Irland) |

| 10. Juni 2006 19:35 NZST | Neuseeland                                                                              | 34 : 23        | Irland                                                                      | Waikato Stadium, Hamilton Zuschauer: 29.850 Schiedsrichter: Stuart Dickinson (Australien) |
| 10. Juni 2006 19:35 NZST | Versuche: Howlett Muliaina Flavell Erhöhungen: McAlister (2) Straftritte: McAlister (5) | (8:16) Bericht | Versuche: O’Driscoll Trimble Erhöhungen: O’Gara (2) Straftritte: O’Gara (3) | Waikato Stadium, Hamilton Zuschauer: 29.850 Schiedsrichter: Stuart Dickinson (Australien) |

| 11. Juni 2006 14:05 JST | Japan              | 6 : 52         | Italien | Prinz-Chichibu-Rugbystadion, Tokio Zuschauer: 8.826 Schiedsrichter: Scott Young (Australien) |
| 11. Juni 2006 14:05 JST | Straftritte: Ikeda | (3:24) Bericht | Versuche: Sole Bortolussi Dallan Bergamasco (2) Dellapè de Jager Erhöhungen: Pez (4) Bortolussi (3) Straftritte: Pez | Prinz-Chichibu-Rugbystadion, Tokio Zuschauer: 8.826 Schiedsrichter: Scott Young (Australien) |

| 11. Juni 2006 14:45 ART | Argentinien                                                                                        | 27 : 25         | Wales                                                                         | Estadio Raúl Conti, Puerto Madryn Zuschauer: 15.000 Schiedsrichter: Alain Rolland (Wales) |
| 11. Juni 2006 14:45 ART | Versuche: Leguizamón Núñez Piossek Leonelli Erhöhungen: Todeschini (3) Straftritte: Todeschini (2) | (20:12) Bericht | Versuche: Jones Evans Hook Erhöhungen: Robinson (2) Straftritte: Robinson (2) | Estadio Raúl Conti, Puerto Madryn Zuschauer: 15.000 Schiedsrichter: Alain Rolland (Wales) |

- Dies war das erste Test Match in Patagonien; außerdem fand das Spiel an einem Ort statt, der in den 1860er Jahren von ausgewanderten Walisern gegründet wurde und wo heute noch Walisisch gesprochen wird.

| 11. Juni 2006 20:00 AEST | Australien                                                                        | 34 : 3        | England              | Telstra Stadium, Sydney Zuschauer: 62.124 Schiedsrichter: Alan Lewis (Irland) |
| 11. Juni 2006 20:00 AEST | Versuche: Latham Gerrard Blake Erhöhungen: Mortlock (2) Straftritte: Mortlock (5) | (9:0) Bericht | Straftritte: Barkley | Telstra Stadium, Sydney Zuschauer: 62.124 Schiedsrichter: Alan Lewis (Irland) |

### Woche 4
| 17. Juni 2006 14:45 ART | Argentinien                                                                            | 45 : 27        | Wales                                                                          | Estadio José Amalfitani, Buenos Aires Zuschauer: 18.102 Schiedsrichter: Dave Pearson (England) |
| 17. Juni 2006 14:45 ART | Versuche: Tiesi Fernández Lobbe Erhöhungen: Todeschini (3) Straftritte: Todeschini (8) | (16:6) Bericht | Versuche: Delve Williams Byrne Erhöhungen: Robinson Hook Straftritte: Hook (2) | Estadio José Amalfitani, Buenos Aires Zuschauer: 18.102 Schiedsrichter: Dave Pearson (England) |

- Erstmals überhaupt entschied Argentinien eine Test-Match-Serie gegen Wales für sich.

| 17. Juni 2006 15:00 SAST | Südafrika                                                         | 29 : 15        | Schottland                                                             | EPRU Stadium, Port Elizabeth Zuschauer: 35.000 Schiedsrichter: Tony Spreadbury (England) |
| 17. Juni 2006 15:00 SAST | Versuche: du Preez Straftritte: Montgomery (7) van der Westhuyzen | (12:5) Bericht | Versuche: Macfadyen Webster Erhöhungen: Paterson Straftritte: Paterson | EPRU Stadium, Port Elizabeth Zuschauer: 35.000 Schiedsrichter: Tony Spreadbury (England) |

- Als erster Südafrikaner übertraf Percy Montgomery die Marke von 600 Punkten.

| 17. Juni 2006 18:00 OESZ | Rumänien                                | 14 : 62        | Frankreich | Stadionul Cotroceni, Bukarest Zuschauer: 8.000 Schiedsrichter: Bryce Lawrence (Neuseeland) |
| 17. Juni 2006 18:00 OESZ | Versuche: Fercu Straftritte: Vlaicu (3) | (6:31) Bericht | Versuche: Jauzion Martin Dusautoir Traille Marconnet Castaignède Szarzewski Laharrague Marty Erhöhungen: Traille (6) Castaignède Straftritte: Traille | Stadionul Cotroceni, Bukarest Zuschauer: 8.000 Schiedsrichter: Bryce Lawrence (Neuseeland) |

| 17. Juni 2006 19:35 NZST | Neuseeland                                                                                | 27 : 17         | Irland                                                                  | Eden Park, Auckland Zuschauer: 45.000 Schiedsrichter: Jonathan Kaplan (Südafrika) |
| 17. Juni 2006 19:35 NZST | Versuche: Dermody Kelleher McAlister Erhöhungen: McAlister (3) Straftritte: McAlister (2) | (20:14) Bericht | Versuche: Flannery O’Connell Erhöhungen: O’Gara (2) Straftritte: O’Gara | Eden Park, Auckland Zuschauer: 45.000 Schiedsrichter: Jonathan Kaplan (Südafrika) |

| 17. Juni 2006 20:00 AEST | Australien                                                                                        | 43 : 18        | England                                                                         | Telstra Dome, Melbourne Zuschauer: 41.278 Schiedsrichter: Steve Walsh (Neuseeland) |
| 17. Juni 2006 20:00 AEST | Versuche: Smith Gerrard (2) Tuqiri Chisholm Latham Erhöhungen: Mortlock (5) Straftritte: Mortlock | (19:6) Bericht | Versuche: Chuter Varndell Erhöhungen: Goode Straftritte: Goode Dropgoals: Goode | Telstra Dome, Melbourne Zuschauer: 41.278 Schiedsrichter: Steve Walsh (Neuseeland) |

- George Gregan absolvierte sein 120. Test Match für Australien und stellte damit einen neuen Weltrekord auf.

| 17. Juni 2006 20:00 FJT | Fidschi                                                                              | 29 : 18        | Italien                                                          | Churchill Park, Lautoka Zuschauer: 10.000 Schiedsrichter: Marius Jonker (Südafrika) |
| 17. Juni 2006 20:00 FJT | Versuche: Caucaunibuca Ligairi Rauluni Salabogi Erhöhungen: Bai (3) Straftritte: Bai | (29:8) Bericht | Versuche: Lo Cicero Parisse Erhöhungen: Pez Straftritte: Pez (2) | Churchill Park, Lautoka Zuschauer: 10.000 Schiedsrichter: Marius Jonker (Südafrika) |

### Woche 5
| 24. Juni 2006 15:00 SAST | Südafrika                                     | 26 : 36         | Frankreich | Newlands Stadium, Kapstadt Zuschauer: 52.000 Schiedsrichter: Stuart Dickinson (Südafrika) |
| 24. Juni 2006 15:00 SAST | Versuche: Russell Straftritte: Montgomery (7) | (12:11) Bericht | Versuche: Heymans Clerc (2) Traille Erhöhungen: Yachvili (2) Straftritte: Yachvili (2) Dropgoals: Fritz Traille | Newlands Stadium, Kapstadt Zuschauer: 52.000 Schiedsrichter: Stuart Dickinson (Südafrika) |

| 24. Juni 2006 18:00 AWST | Australien                                                                                         | 37 : 15        | Irland                                                       | Subiaco Oval, Perth Zuschauer: 38.200 Schiedsrichter: Kelvin Deaker (Neuseeland) |
| 24. Juni 2006 18:00 AWST | Versuche: Latham Gerrard Holmes Gregan Shepherd Erhöhungen: Mortlock (3) Straftritte: Mortlock (2) | (11:3) Bericht | Versuche: O’Gara Best Erhöhungen: O’Gara Straftritte: O’Gara | Subiaco Oval, Perth Zuschauer: 38.200 Schiedsrichter: Kelvin Deaker (Neuseeland) |

| 24. Juni 2006 20:40 ART | Argentinien                                                         | 19 : 25         | Neuseeland                                                                         | Estadio José Amalfitani, Buenos Aires Zuschauer: 37.000 Schiedsrichter: Nigel Whitehouse (Wales) |
| 24. Juni 2006 20:40 ART | Versuche: Durand Erhöhungen: Todeschini Straftritte: Todeschini (4) | (16:15) Bericht | Versuche: Carter MacDonald Hamilton Erhöhungen: Carter (2) Straftritte: Carter (2) | Estadio José Amalfitani, Buenos Aires Zuschauer: 37.000 Schiedsrichter: Nigel Whitehouse (Wales) |